# Felix Bloch
Felix Bloch (n. 23 octombrie 1905, Zürich, cantonul Zürich, Elveția – d. 10 septembrie 1983, Zürich, cantonul Zürich, Elveția) a fost un fizician elvețian, laureat al Premiului Nobel pentru Fizică în 1952 pentru contribuțiile sale în domeniul rezonanței magnetice nucleare.